# São José de Caiana
São José de Caiana este un oraș în Paraíba (PB), Brazilia.